# یولیا سویریدنکو
یولیا آناتولییونا سویریدنکو (انگلیسی: Yulia Anatoliivna Svyrydenko؛ اوکراینی: Юлія Анатоліївна Свириденко؛ متولد ۲۵ دسامبر ۱۹۸۵) سیاستمدار اوکراینی است که از ۴ نوامبر ۲۰۲۱ به عنوان معاون اول نخست‌وزیر اوکراین و همزمان وزیر توسعه اقتصادی و تجارت اوکراین خدمت می‌کند.

## تحصیلات
او در سال ۲۰۰۸، از دانشگاه ملی تجارت و اقتصاد کی‌یف با مدرک مدیریت ضد انحصار فارغ‌التحصیل شد.

## حرفه
در ۵ مه ۲۰۲۰، ولودیمیر زلنسکی، رئیس‌جمهور اوکراین، سویریدنکو را به عنوان نمایندهٔ اوکراین در زیرگروه مسائل اجتماعی و اقتصادی گروه تماس سه‌جانبه برای حل و فصل اوضاع در دونباس (اوکراین - سازمان امنیت و همکاری اروپا - روسیه) منصوب کرد. زلنسکی در ۲۲ دسامبر ۲۰۲۰، سویریدنکو را به عنوان معاون رئیس دفتر ریاست‌جمهوری و جایگزین یولیا کووالیو منصوب کرد.
مجلس نمایندگان اوکراین در ۴ نوامبر ۲۰۲۱، سویردنکو را به عنوان معاون اول نخست‌وزیر و وزیر اقتصاد اوکراین منصوب کرد. حدود ۲۵۶ نماینده مجلس به انتصاب او رأی مثبت دادند.
دولت در اوت ۲۰۲۲، به سویریدنکو اختیار داد تا ریاست گروه کاری بین سازمانی در مورد اجرای سیاست تحریم‌های دولتی را بر عهده بگیرد. سویریدنکو با کشورهای دیگر، به ویژه نمایندگان بریتانیا، برای تشدید تحریم‌ها علیه روسیه مذاکره کرد.

## جوایز
نام یولیا سویریدنکو در ۱۳ سپتامبر ۲۰۲۳ در فهرست TIME100 Next مجلهٔ تایم قرار گرفت که در آن از او به عنوان «نماد مقاومت مردم اوکراین» (اشاره به تهاجم روسیه به اوکراین) یاد شده بود.